# Эссе о природе и значении экономической науки
Эссе о природе и значении экономической науки (англ. An Essay on the Nature and Significance of Economic Science, 1932) — произведение английского экономиста Лайонела Роббинса.

## Структура
Книга включает предисловие и 6 глав:
1. Предмет экономической науки
2. Относительность экономических «количеств»
3. Природа экономических обобщений
4. Экономические обобщения и действительность
5. Значение экономической науки.

## Переводы
На русском языке опубликована I глава книги (THESIS. 1993. вып. 1. с. 10-23).